# Campeonato Alemán de Fútbol 1936
El Campeonato Alemán de Fútbol 1936 fue la 29.ª edición de la máxima competición futbolística de Alemania.

## Fase de grupos

### Grupo A
|   | Clasificación         | Pts | PJ | PG | PE | PP | GF | GC |
| - | --------------------- | --- | -- | -- | -- | -- | -- | -- |
| 1 | FC Schalke 04         | 10  | 6  | 5  | 0  | 1  | 22 | 7  |
| 2 | PSV Chemnitz          | 10  | 6  | 5  | 0  | 1  | 19 | 9  |
| 3 | Berliner SV 92        | 4   | 6  | 2  | 0  | 4  | 10 | 17 |
| 4 | Hindenburg Allenstein | 0   | 6  | 0  | 0  | 6  | 6  | 24 |

### Grupo B
|   | Clasificación           | Pts | PJ | PG | PE | PP | GF | GC |
| - | ----------------------- | --- | -- | -- | -- | -- | -- | -- |
| 1 | Vorwärts RaSpo Gleiwitz | 10  | 6  | 5  | 0  | 1  | 21 | 9  |
| 2 | Werder Bremen           | 8   | 6  | 4  | 0  | 2  | 22 | 11 |
| 3 | Eimsbütteler TV         | 4   | 6  | 2  | 0  | 4  | 7  | 14 |
| 4 | Viktoria Stolp          | 2   | 6  | 1  | 0  | 5  | 4  | 20 |

### Grupo C
|   | Clasificación          | Pts | PJ | PG | PE | PP | GF | GC |
| - | ---------------------- | --- | -- | -- | -- | -- | -- | -- |
| 1 | FC Núremberg           | 11  | 6  | 5  | 1  | 0  | 19 | 4  |
| 2 | VfR Wormatia Worms 08  | 5   | 6  | 2  | 1  | 3  | 15 | 13 |
| 3 | 1. SV Jena             | 4   | 6  | 2  | 0  | 4  | 7  | 13 |
| 4 | SV Stuttgarter Kickers | 4   | 6  | 2  | 0  | 4  | 6  | 17 |

### Grupo D
|   | Clasificación      | Pts | PJ | PG | PE | PP | GF | GC |
| - | ------------------ | --- | -- | -- | -- | -- | -- | -- |
| 1 | Fortuna Düsseldorf | 10  | 6  | 5  | 0  | 1  | 16 | 7  |
| 2 | FC Hanau 93        | 5   | 6  | 2  | 1  | 3  | 9  | 6  |
| 3 | SV Waldhof 07      | 5   | 6  | 2  | 1  | 3  | 6  | 10 |
| 4 | Kölner CfR         | 4   | 6  | 2  | 0  | 4  | 4  | 12 |

## Fase final

### Semifinales
| FC Núremberg | 2 – 0 | FC Schalke 04 |

| Fortuna Düsseldorf | 3 – 1 | Vorwärts Rasensport Gleiwitz |

### Tercer puesto
| FC Schalke 04 | 8 – 1 | Vorwärts-Rasensport Gleiwitz |

### Final
| FC Núremberg | 2 – 1 t.s. | Fortuna Düsseldorf |

|                                |
| Campeón FC Núremberg 6° título |